# Ваколюк Володимир Павлович
Володи́мир Па́влович Ваколю́к — солдат Збройних сил України.

## Короткий життєпис
Народився в Мурманській області, смт Печенга. Проживав у селі Червоні Кошари Миколаївської області — 1999-го родина переїхала сюди з півночі, закінчив Мартинівську ЗОШ.
У часі війни мобілізований, з серпня 2014 року. Навідник, 79-та окрема аеромобільна бригада, батальйон «Фенікс».
22 лютого 2015-го загинув під час вогневого зіткнення із засадою терористів біля населеного пункту Широкине.
Без Володимира залишились батьки та сестра.
Похований у селі Мартинівське.

## Нагороди
За особисту мужність і героїзм, виявлені у захисті державного суверенітету та територіальної цілісності України, вірність військовій присязі під час російсько-української війни, відзначений — нагороджений
- орденом «За мужність» III ступеня (посмертно)